# セグロジャッカル
セグロジャッカル（背黒胡狼、Lupulella mesomelas）は、イヌ科に分類される食肉類。特定動物。近縁のヨコスジジャッカルと共に以前はイヌ属に分類されていた。

## 分布
分布はアフリカ大陸東部と南部に分断されている。
アンゴラ、ウガンダ、エチオピア、エリトリア、ケニア、ジブチ、ジンバブエ、スーダン、スワジランド、ソマリア、タンザニア、ナミビア、ボツワナ、南アフリカ共和国、モザンビーク、レソト

## 形態
体長45-90cm。尾長25-40cm。体重6-15kg。頭部や体側面は褐色、腹面は白い体毛で被われる。背面や尾は黒や白の体毛で被われ、和名や英名（black-back＝背中が黒い）の由来になっている。
耳介は大型で、先端が尖る。

## 生態
サバンナや開けた低木林、海岸の砂漠などに生息する。オスとメスのペアもしくは血縁関係のある個体からなる小規模な群れを形成し生活する。ペアは一生解消されないとされる。広大な縄張りを形成する。夜行性で、昼間は巣穴で休む。地面に空いた穴や岩の隙間、ツチブタがシロアリを食べて掘ったアリ塚などを巣穴にするが、深くないものを掘って巣にすることもある。
食性は雑食で、果実、ガゼル、ディクディク、ネズミなどの小型哺乳類、鳥類、爬虫類、両生類、昆虫、動物や魚の死骸などを食べる。ペアで縄張り内を徘徊し、採食を行う。ペアや群れで協力し、トムソンガゼルの幼獣などを捕食することもある。
繁殖形態は胎生。7-10月に1回に最大9頭の幼獣を産む。幼獣は生後3週間ほどは親と一緒に巣穴で過ごす。生後5か月ほどで独立し、生後約11か月ほどで性成熟する。その後、幼獣が両親のヘルパーとして一匹親元に残るが、残り方は周囲の環境で変わってくる。獲物が多い環境の場合、狩りができる成長したものから独立していくが、獲物が少ない環境だと兄弟同士で争いがおき、成長の早い幼獣が他の幼獣を追い出してしまい、残った一匹がヘルパーとなる。そしてヘルパーは生後1年ほどの若い個体は親が次に幼獣を産んだ場合、獲物の運搬や幼獣のヘルパーとして保護を行う。ヘルパーは両親に絶対服従であるが、親の目を盗んで親が隠した獲物を盗み食いしたり、狩りの腕を磨いたりしながらやがて独立する。

## 人間との関係
開発による生息地の破壊や、家畜や農作物を食害する害獣としての駆除などにより生息数は減少している。

## 画像

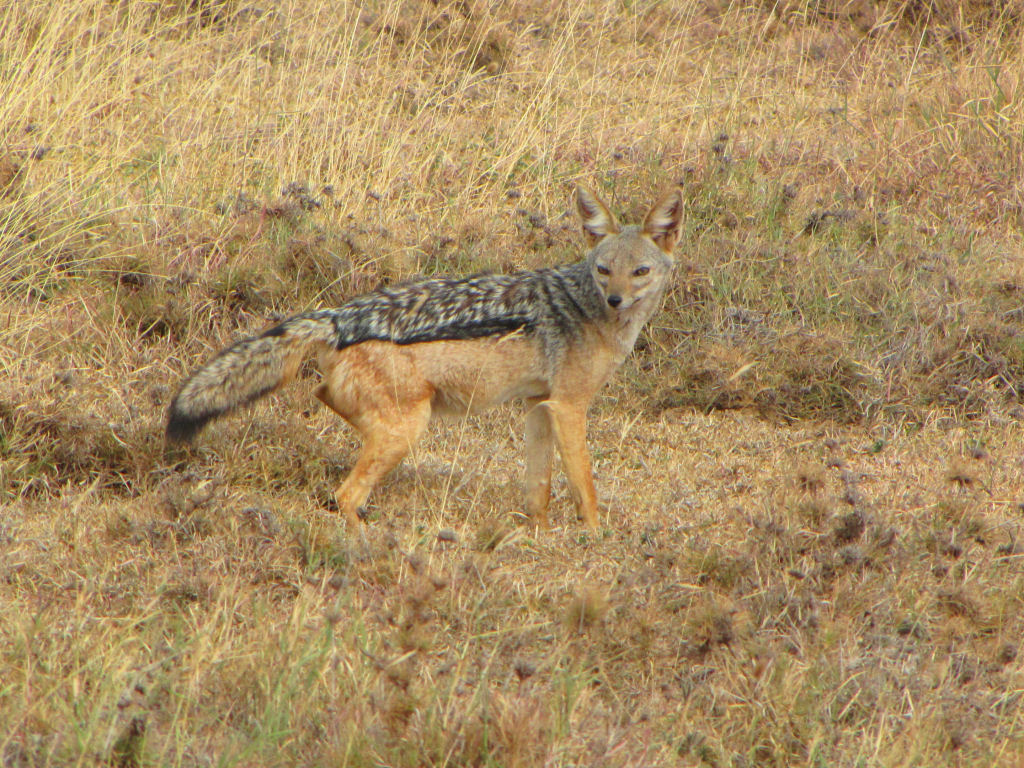
タンザニア、マニヤーラ湖国立公園にて撮影
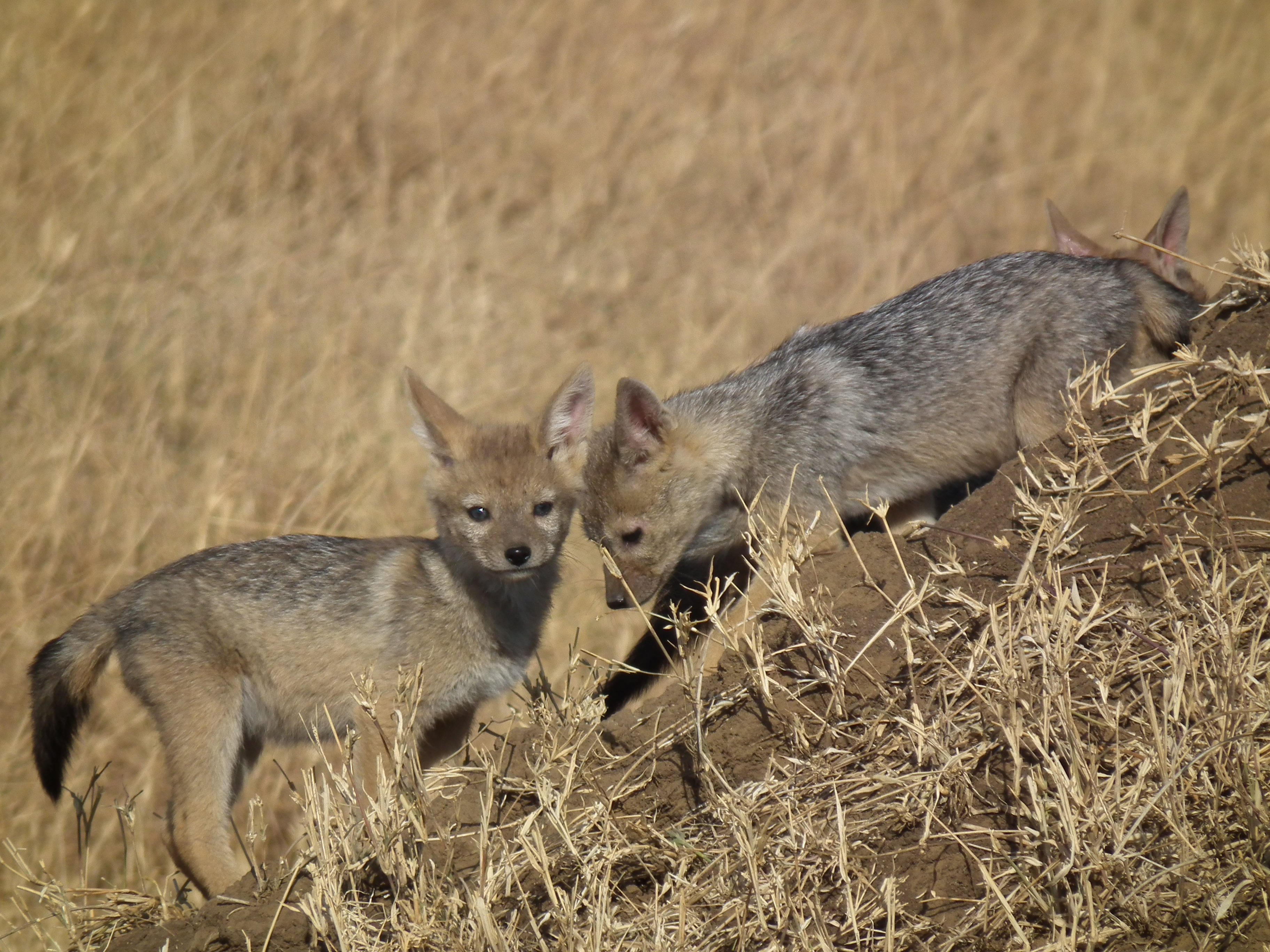
セグロジャッカルの子供（タンザニア）
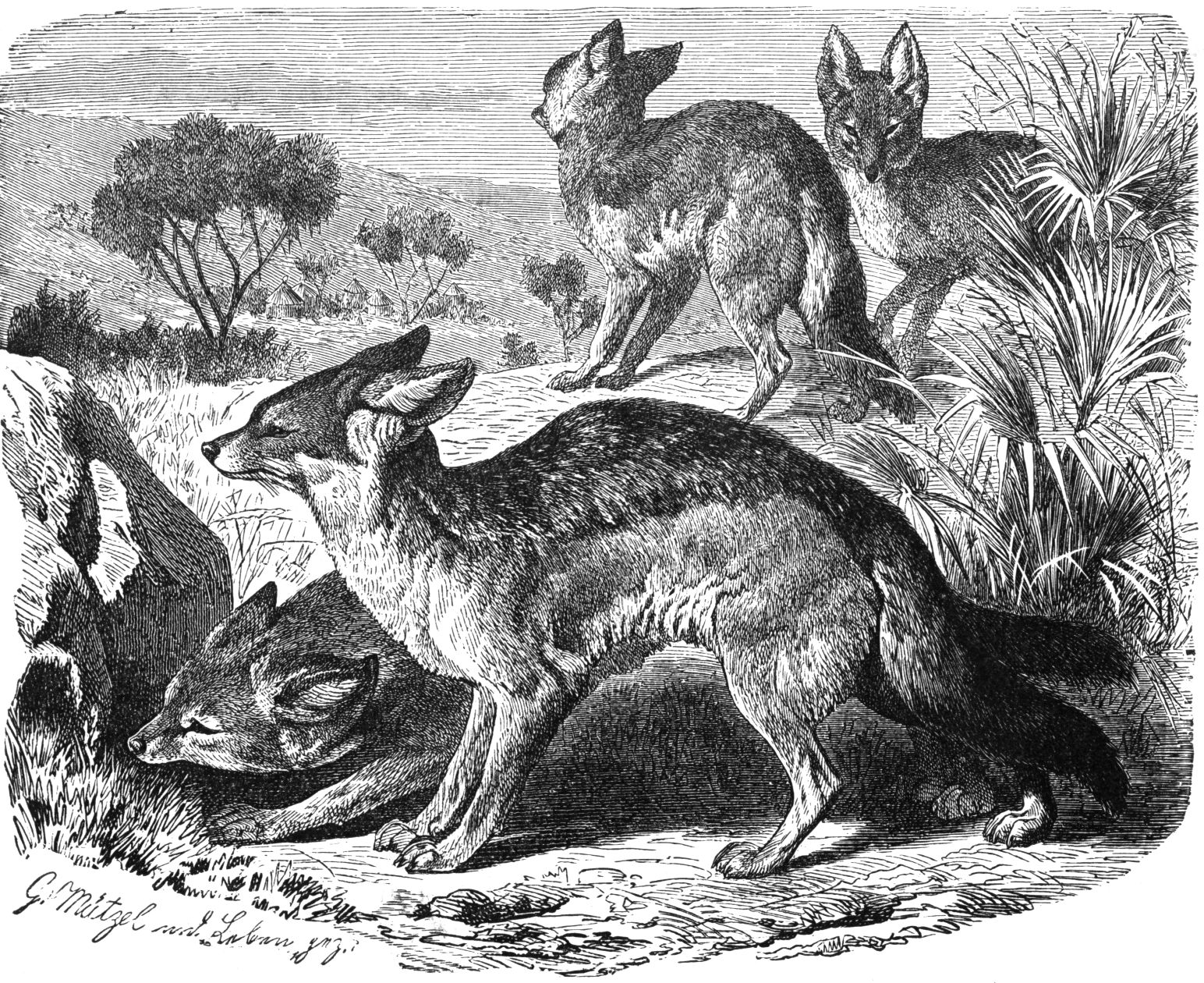
イラスト
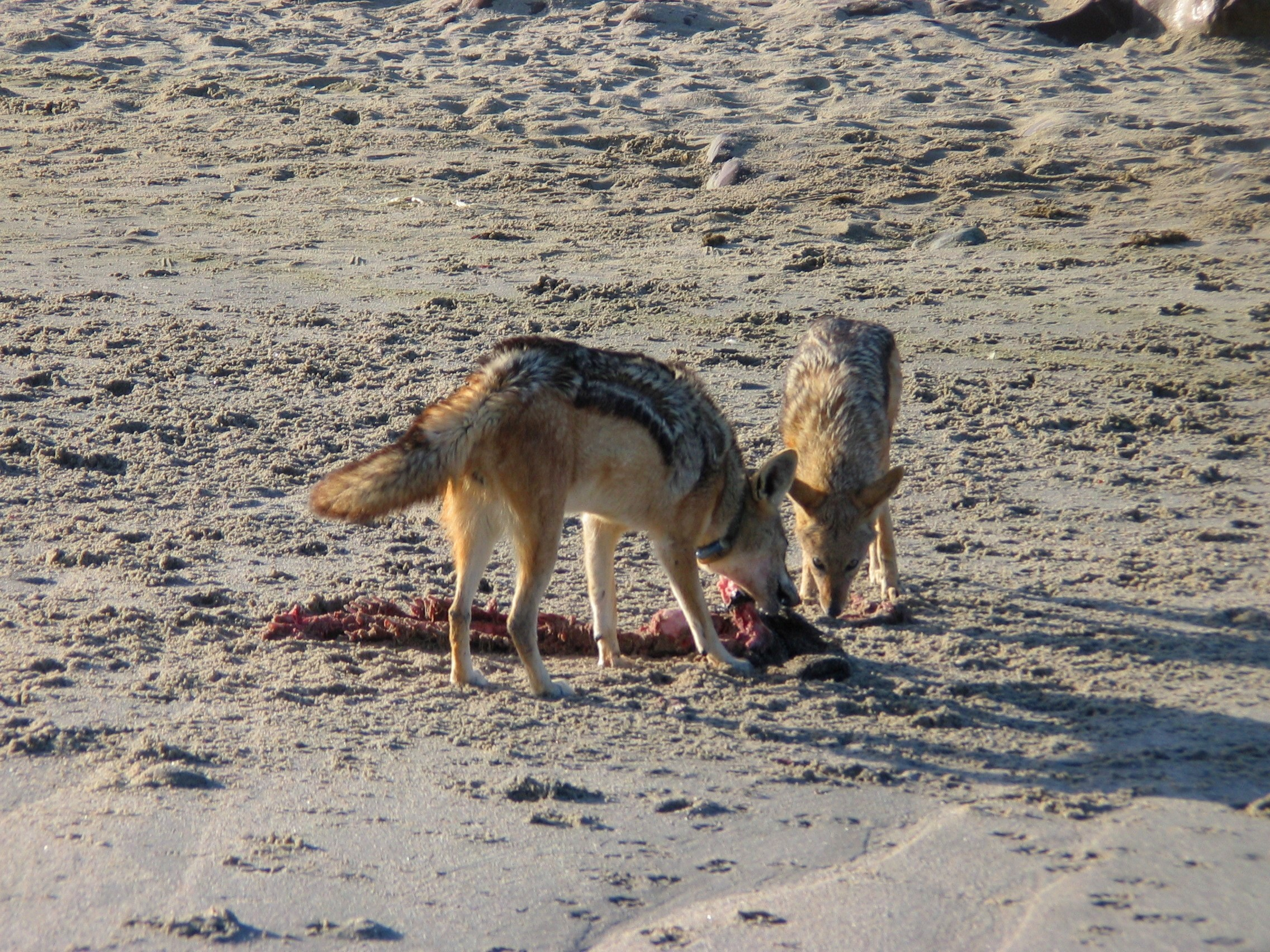
海辺でオットセイの死骸を食べるつがい
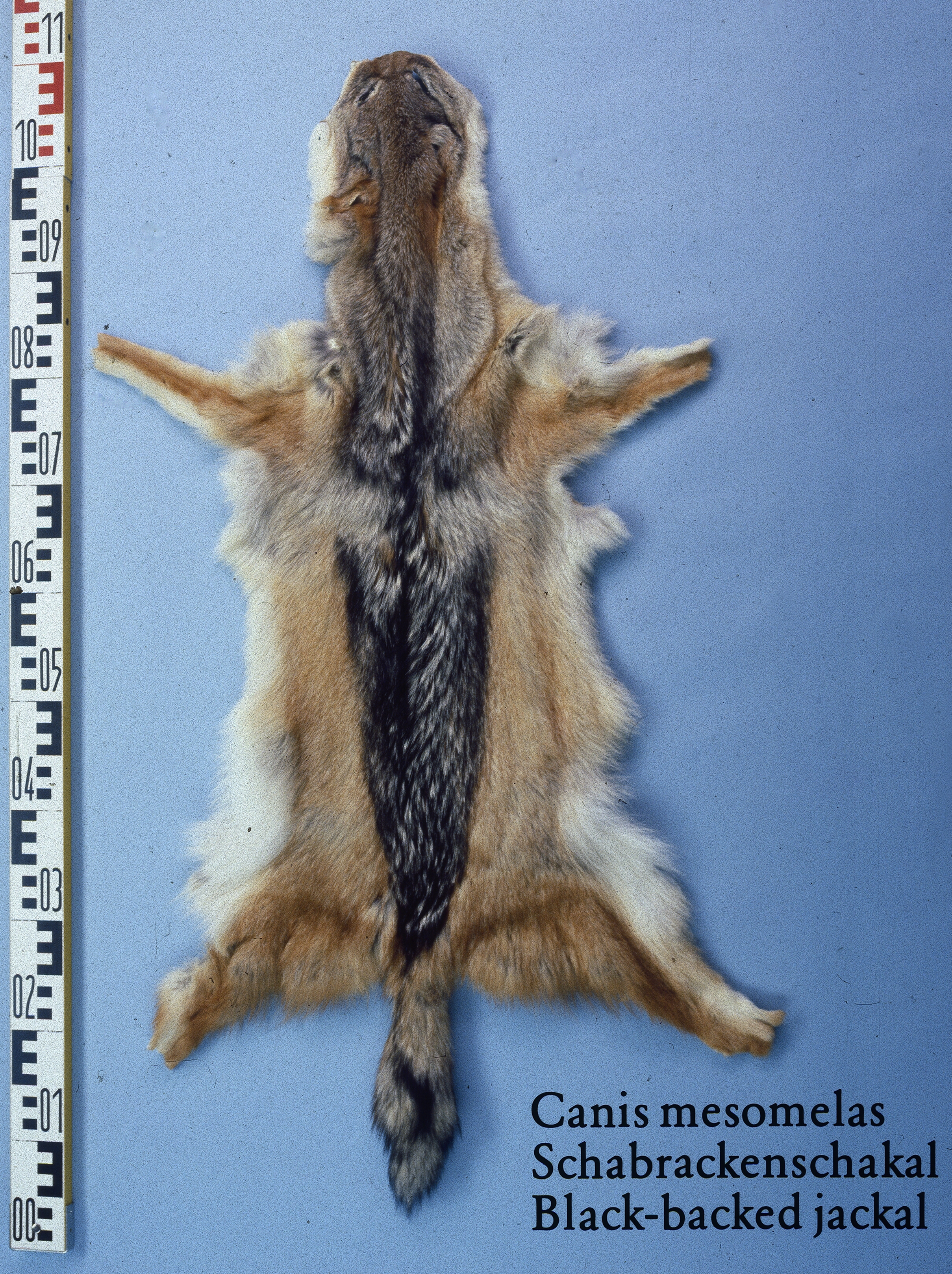
セグロジャッカルの毛皮